# Matías Campos
Matías Daniel Campos Toro (Santiago del Cile, 22 giugno 1989) è un ex calciatore cileno, di ruolo centrocampista.

## Carriera

### Club
Proveniente dalle sue giovanili, debutta con la maglia dell'Audax Italiano nel 2005, contro il Cobreloa, segnando una doppietta.
Il 9 gennaio 2012 l'Audax Italiano passa al Granada, che lo cede subito in prestito all'Universidad Católica.
Senza nemmeno una partita con la squadra spagnola, il 25 agosto viene annunciato l'ingaggio da parte della società italiana del Siena ufficializzato poi il 31 agosto. Il giocatore veste la maglia numero 92.
Il 31 gennaio 2013 passa all'Udinese a titolo definitivo.
Esordisce con l'Udinese il 10 febbraio nella vittoria 1-0 contro il Torino.

### Nazionale
Dopo aver rappresentato la Nazionale Under-20 cilena, debutta in Nazionale maggiore l'11 novembre 2011 nella sconfitta contro l'Uruguay (4-0) in una partita valida per le qualificazioni al Mondiale 2014.